# Meiolania
Meiolania (griechisch für „Kleiner Wanderer“) ist eine Gattung aus der Gruppe der ausgestorbenen Meiolaniidae. Es sind vier Arten bekannt, die vom Mittleren Miozän bis zum Holozän existierten.

## Merkmale und Verbreitung
Meiolania hatte einen ungewöhnlich geformten Schädel, der viele knaufartige und hornähnliche Fortsätze trug. Einschließlich der beiden seitlichen Hornzapfen hatte der Kopf eine Gesamtbreite von bis zu 60 cm. Diese Fortsätze verhinderten vermutlich, dass die Tiere ihren Kopf vollständig in den Panzer zurückziehen konnten. Der Schwanz war durch gepanzerte Ringe geschützt und trug dornähnliche Zacken am Ende. Schildkröten der Gattung Meiolania waren sehr groß. Mit einer Länge von 2,50 m waren sie die zweitgrößten bekannten Landschildkröten, nur übertroffen von Colossochelys atlas, die bis zum Pleistozän in Asien vorkam.

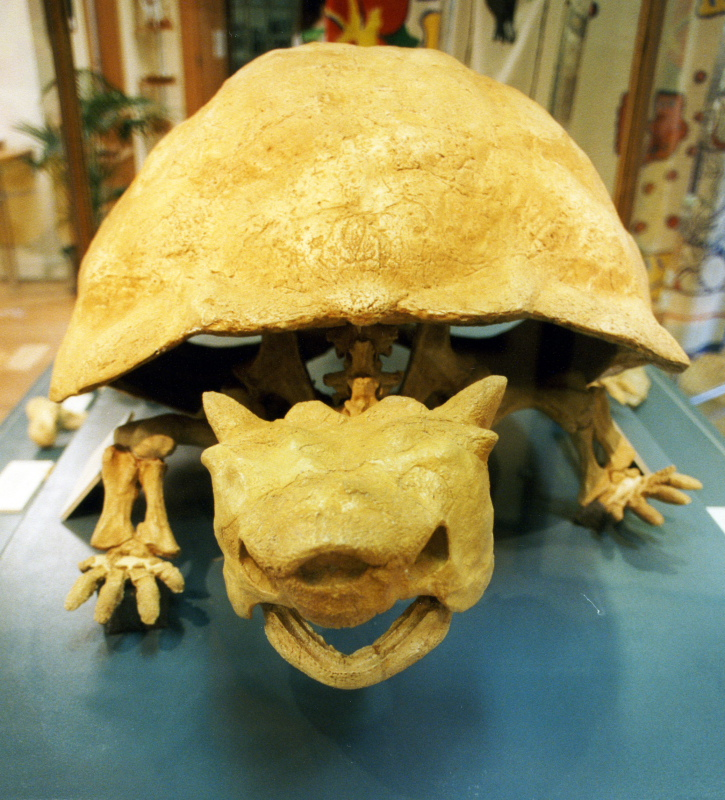
Meiolania platyceps, Frontalansicht
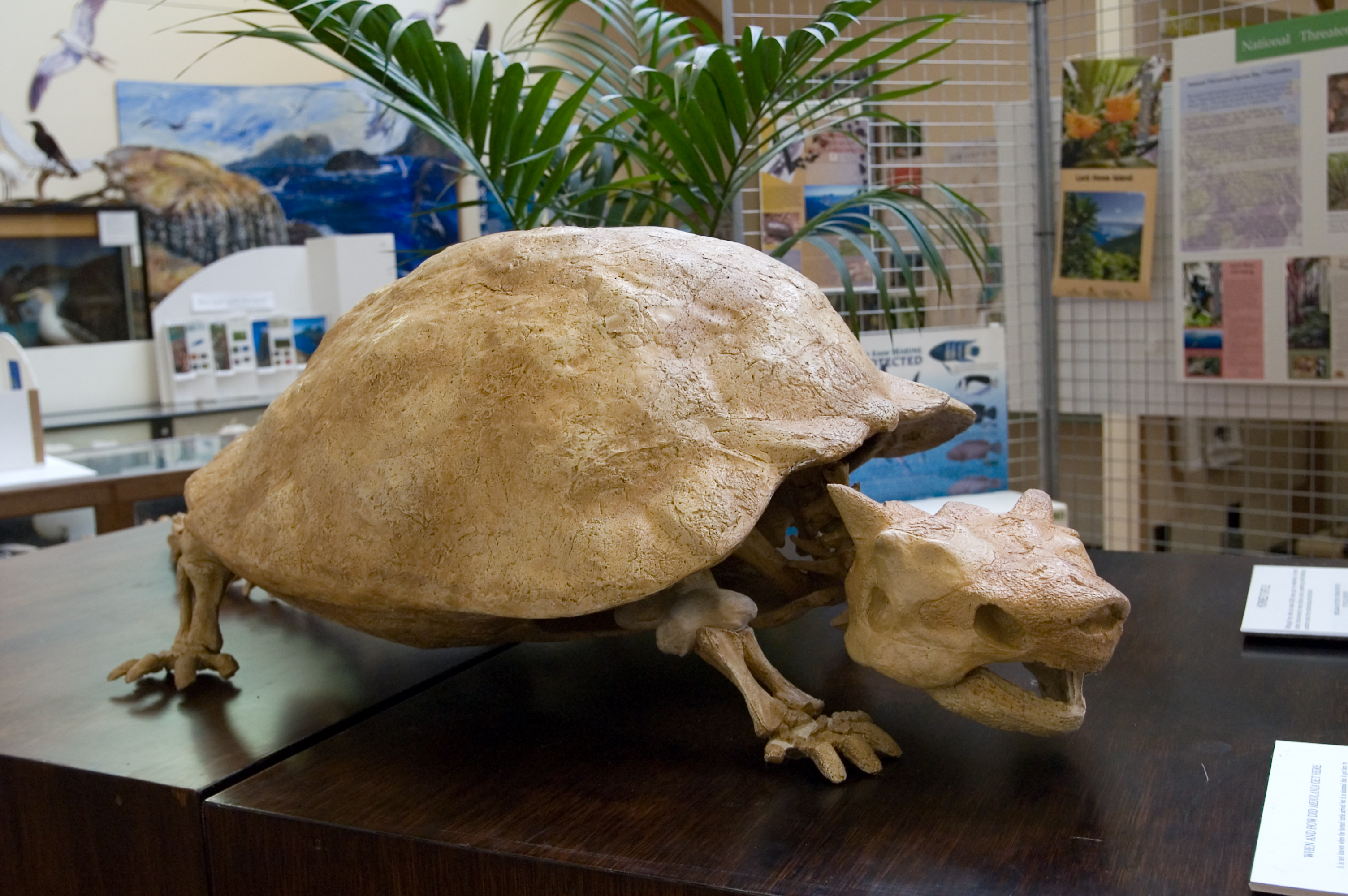
Meiolania platyceps, Seitenansicht
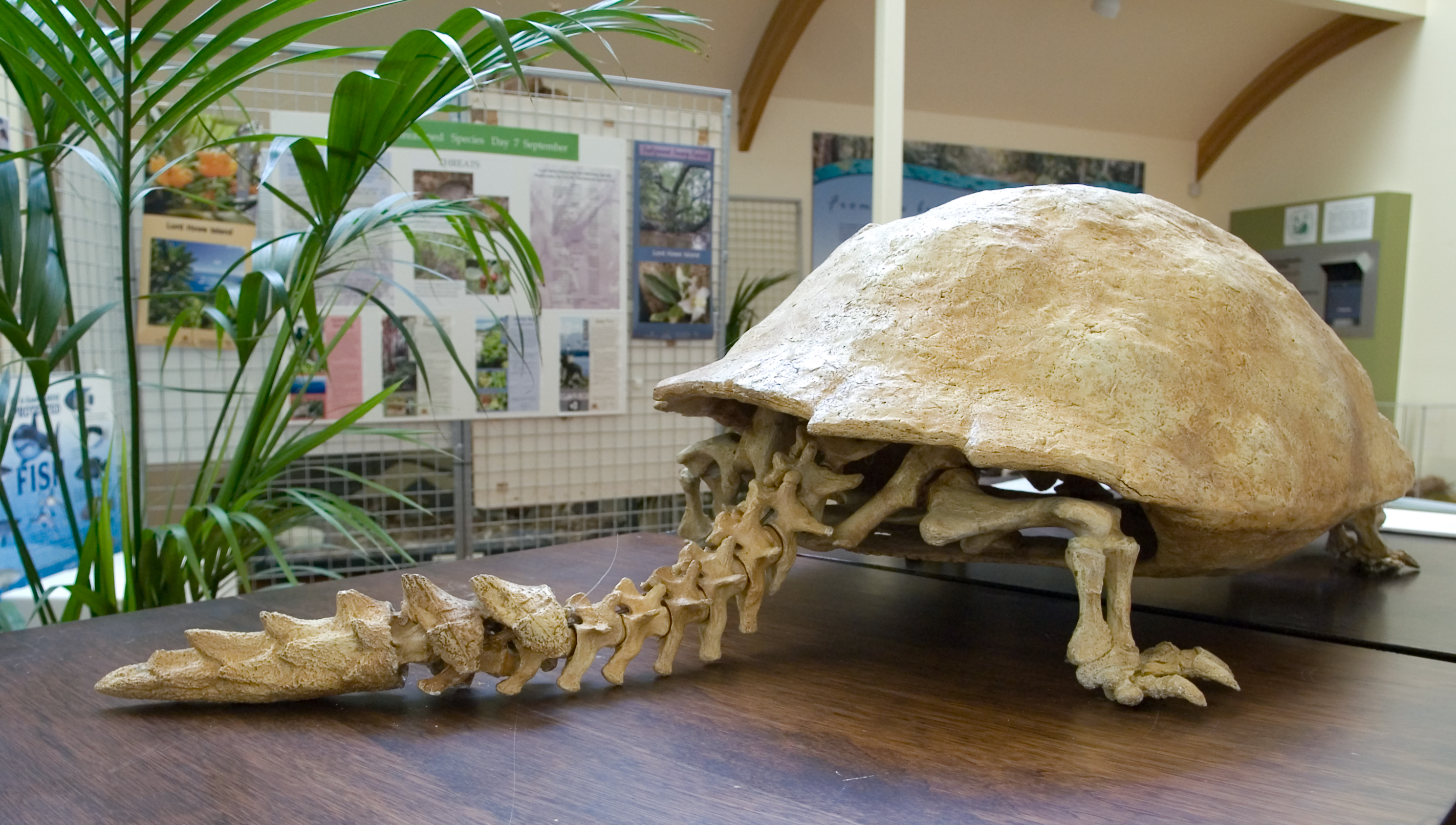
Meiolania platyceps, Rückansicht
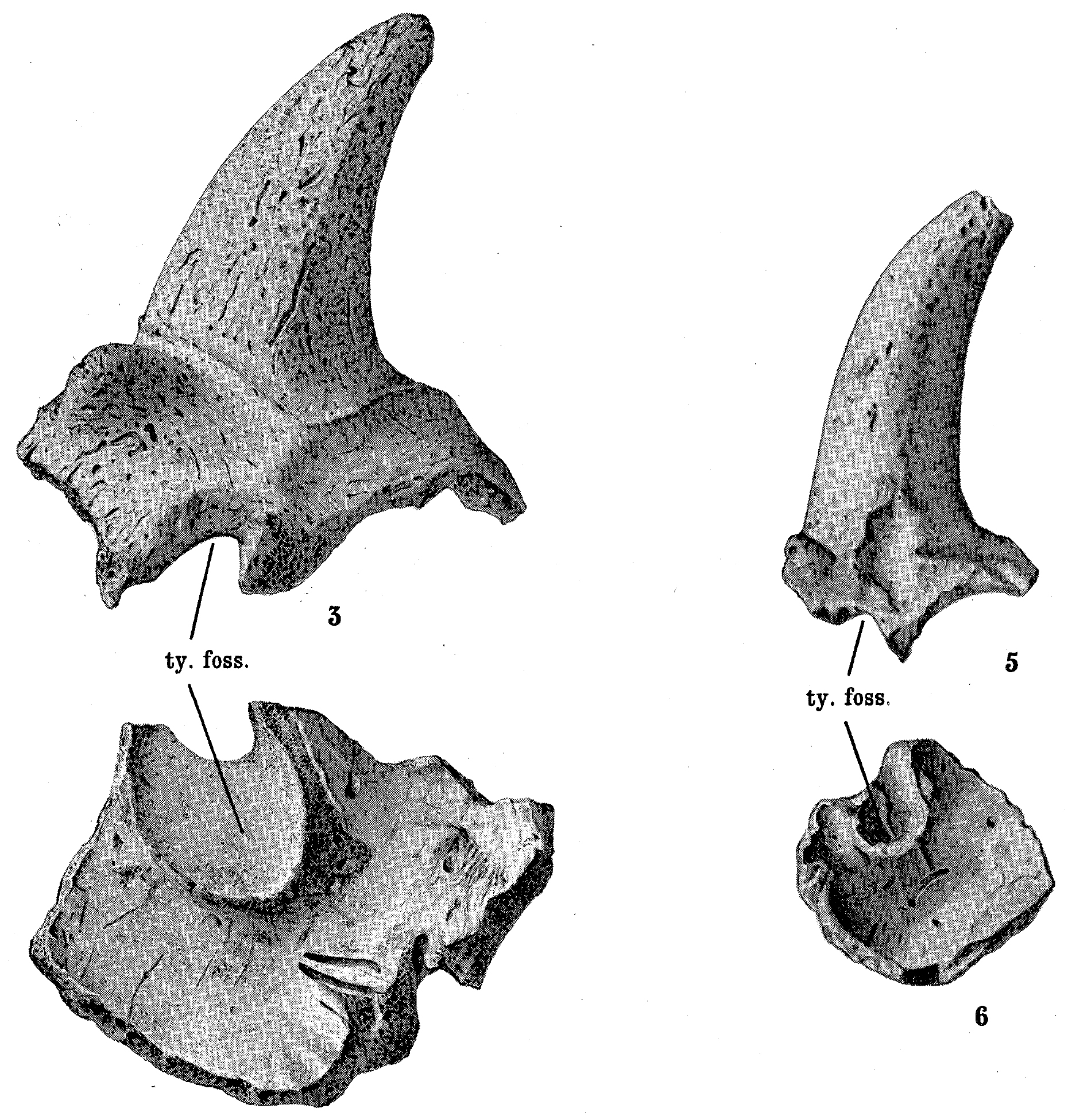
Hornzapfen von Meiolania platyceps (links) und Meiolania mackayi (rechts)

Fossile Funde sind von Australien, der Lord-Howe-Insel, Neukaledonien und Vanuatu bekannt. Die Arten von der Lord-Howe-Insel und von Neukaledonien waren jedoch viel kleiner. Schildkrötenknochen, die auf den Fidschi-Inseln entdeckt wurden, gehören vermutlich ebenfalls zu dieser Gattung.

## Lebensweise
Meiolania-Schildkröten waren Pflanzenfresser. Als 1925 fossile Überreste in der Nähe von Stränden gefunden wurden, ging man von einer aquatischen Lebensweise aus. Heute ist bekannt, dass sie terrestrisch lebten.

## Entdeckungs- und Forschungsgeschichte
Die Gattung Meiolania wurde 1886 von Richard Owen aufgestellt, basierend auf Fossilfunden von der Lord-Howe-Insel. Owen vergab die Namen Meiolania platyceps und Meiolania minor (heute ein Synonym von Meiolania platyceps). Es waren die ersten gut erhaltenen Fossilien der Familie Meiolaniidae. An ihnen konnte gezeigt werden, dass fossile Überreste aus dem King’s Creek, Queensland nicht wie ursprünglich angenommen von einer Echse stammen, sondern von einer Schildkröte. Die heute als Ninjemys oweni bekannte Art ist ebenfalls der Familie der Meiolaniidae angehörig und wurde bis 1992 der Gattung Meiolania zugeordnet.
Die Überreste der zweiten Art Meiolania mackayi wurden auf Walpole (Loyalitätsinseln, Neukaledonien) im Zuge von Phosphatabbau gefunden und 1925 von Charles Anderson, dem ehemaligen Direktor des  Australian Museum, beschrieben. Sie war kleiner und weniger robust als Meiolania platyceps. Auf Tiga, Neukaledonien wurden 1959 ebenfalls Meiolania-Knochen durch Phosphatabbau entdeckt. Erhalten sind jedoch nur Skelettfragmente, die keine Bestimmung auf Artebene möglich gemacht haben. Gleiches gilt für den Knochenfund aus den Pindai Caves auf Grande Terre, Neukaledonien im Jahr 1983 sowie für einen Nachweis vom Wyandotte Creek im nördlichen Queensland.
Meiolania brevicollis wurde 1992 vom Paläontologen Dirk Megirian beschrieben. Die Überreste stammen aus den Camfield Beds im Northern Territory. Die Art lebte im mittleren Miozän. Der Schädel und andere Hornproportionen waren flacher als bei Meiolania platyceps.
2010 beschrieben Arthur W. White, Trevor H. Worthy, Stuart Hawkins, Stuart Bedford und Matthew Spriggs die vierte Art Meiolania damelipi von der zu Vanuatu gehörenden Insel Efate. Die Überreste stammen aus der Zeit der Lapita-Kultur im Holozän. In einer Publikation von 2016 wurden weitere Funde von Knochen auf mehreren Inseln Vanuatus und Fidschis beschrieben und der Art Meiolania damelipi zugeordnet.

### Übersicht der Nachweise
| Fundort                                   | Taxon                  | Autor                    | Datierung        |
| ----------------------------------------- | ---------------------- | ------------------------ | ---------------- |
| Camfield Beds, Northern Territory         | Meiolania brevicollis  | Megirian, 1992           | Mittleres Miozän |
| Wyandotte Creek, Queensland               | Meiolania sp.          | Gaffney & McNamara, 1990 | Pleistozän       |
| Lord-Howe-Insel                           | Meiolania platyceps    | Owen, 1886               | Pleistozän       |
| Teouma, Efate, Vanuatu                    | ?Meiolania damelipi    | White et al., 2010       | Holozän          |
| Uripiv, Vanuatu                           | ?Meiolania damelipi    | Hawkins et al., 2016     |                  |
| Vao, Vanuatu                              | ?Meiolania damelipi    | Hawkins et al., 2016     |                  |
| Espirito Santo, Vanuatu                   | ?Meiolania damelipi    | Hawkins et al., 2016     |                  |
| Viti Levu, Fidschi                        | ?Meiolania damelipi A1 | Hawkins et al., 2016     |                  |
| Naigani, Fidschi                          | ?Meiolania damelipi    | Hawkins et al., 2016     |                  |
| Pindai Caves, Grande Terre, Neukaledonien | Meiolania sp.          | Gaffney et al., 1984     |                  |
| Tiga, Neukaledonien                       | Meiolania sp.          | Gaffney et al., 1984     |                  |
| Walpole, Neukaledonien                    | Meiolania mackayi      | Anderson, 1925           | Pleistozän       |

## Aussterben
Vermutlich wurde Meiolania damelipi vor 3000 Jahren von den Menschen der Lapita-Kultur bis zur Ausrottung gejagt. Gestützt wird diese Annahme durch das Vorhandensein von Schildkrötenknochen in Müllgruben in der archäologischen Fundstätte Teouma auf Efate. Die Überreste enthielten hauptsächlich Beinknochen, woraus sich ergibt, dass die Schildkröten irgendwo geschlachtet wurden. Die Knochen sind nicht in jüngeren Schichten vorhanden, was nahelegt, dass Meiolania etwa 300 Jahre nach dem ersten Kontakt mit Menschen ausgestorben ist.